# Heart Attack Grill
Pour les articles homonymes, voir Heart Attack (homonymie).
Le Heart Attack Grill est un établissement de restauration rapide américain fondé en 2005 par Jon Basso. Situé à Chandler en Arizona, jusqu'en octobre 2011, il a été déménagé à Las Vegas.

## Présentation
Le Heart Attack Grill (« Grill de la crise cardiaque ») est un restaurant à thème qui s'inspire de l'environnement du milieu hospitalier : les serveuses (« infirmières ») prennent les commandes (« prescriptions ») des clients (« patients »)  et proposent des menus qui ont la particularité de se réclamer ouvertement très caloriques, dangereux pour la santé et portant des noms controversés,.
Le menu comprend les hamburgers « simple pontage », « double pontage », « triple pontage » et « quadruple pontage », allant de 0,23 à 0,91 kg de bœuf (jusqu'à 8 000 kilocalories environ), des frites cuisinées exclusivement au saindoux, des cigarettes sans filtre, de la bière ou d'autres alcools, et des boissons non alcoolisées telles que du Jolt Cola (en) et du Cola mexicain, contenant du vrai sucre,. Le hamburger le plus calorique du monde, nommé le « octuple pontage », dont le total calorique avoisine les 20,000 calories, est enregistré dans le livre Guinness des records. Les clients pesant plus de 350 livres (près de 159 kg) mangent gratuitement s'ils se font peser par un « médecin » (le chef cuisinier/gérant) ou une « infirmière » (serveuse) avant chaque hamburger,. 
Le patron du fast-food, qui se fait appeler « Dr John », revendique comme argument publicitaire la mise en vente d'une nourriture potentiellement dangereuse pour la santé. La vitrine d'entrée du restaurant expose une pancarte sur laquelle on peut lire : « this establishment is bad for your health ! » (« cet établissement est mauvais pour votre santé »).

## Fessée
Les patients qui ne finissent pas leurs repas reçoivent une punition de trois fessées avec une palette par l'une des « infirmières », avec la possibilité d'acheter ladite palette par la suite,,.

## Histoire
Le 1er mars 2011, Blair River, porte-parole du Heart Attack Grill, pesant 575 livres (261 kg) décéda de complications d'une pneumonie à l'âge de 29 ans.
Début février 2013, un homme de 52 ans, client habituel de l'enseigne et devenu mascotte officieuse sous le surnom de « John le patient », est mort d'une crise cardiaque. Il se rendait au « Heart Attack Grill » quotidiennement depuis octobre 2011.

## À la télévision
Le restaurant a fait des apparitions dans des émissions de télévision telles que Extreme Pig-outs sur Travel Channel, All You Can Eat sur The History Channel, World's Weirdest Restaurants sur Food Network Canada, ABC News, dans un reportage de CBS avec Bill Geist, sur Khawatir 10 sur MBC et 7 Deadly Sins sur Showtime.
En France, il apparaît dans un épisode consacré à Las Vegas de l'émission télévisée Drôles de villes pour une rencontre.
En Espagne, il est apparu dans le trente-troisième épisode de la septième saison de l'émission télévisée Madrileños por el mundo, consacré à Las Vegas, ainsi que dans le dixième épisode de la deuxième saison de l'émission télévisée Viajeros Cuatro, également consacré à Las Vegas.